# Pan che insegue Siringa
Pan che insegue Siringa è un dipinto di Hendrick van Balen e di un anonimo seguace di Bruegel il Vecchio. Eseguito probabilmente dopo il 1615, è conservato nella National Gallery di Londra.

## Descrizione
Il dipinto rappresenta l'episodio mitologico dell'inseguimento della ninfa Siringa da parte del dio Pan: la ninfa, arrivata presso un corso d'acqua e impossibilitata a fuggire oltre, invocò le Naiadi, che la trasformarono in un fascio di canne palustri. Pan ne usò quindi una per costruire il suo celebre flauto, a cui diede il nome «siringa».

## Realizzazione
L'opera sembrerebbe ispirata al dipinto Pan e Siringa di Hendrick Goltzius. Si ipotizza inoltre che Van Balen abbia realizzato le figure e che l'ambiente naturale circostante sia di mano dell'anonimo collaboratore.